# مزرعه عرب (جرقویه)
مزرعه عرب (جرقویه)، روستایی از توابع بخش مرکزی شهرستان جرقویه در استان اصفهان ایران است که در ۶۵ کیلومتری جنوب غربی شهر ورزنه  واقع شده است.

## جمعیت
این روستا در دهستان جرقویه وسطی قرار دارد و براساس سرشماری مرکز آمار ایران در سال ۱۳۹۵، جمعیت آن ۵۱۳ نفر (۱۶۴ خانوار) بوده‌است.